# Biến tố

Biến tố trong tiếng Gael Scotland, danh từ "con chó": cù cho số ít, chù và dà ("hai") cho số nhiều 2, coin cho số nhiều từ 3 trở lên

Trong hình thái ngôn ngữ, biến tố hay khuất chiết (tiếng Anh: inflection) là một quá trình hình thành từ, trong đó một từ được sửa đổi để thể hiện các phạm trù ngữ pháp khác nhau như thì, cách, giọng (hay thể, ở đây tức là thể chủ/bị động; xem Danh sách các thuật ngữ ngôn ngữ học và Thảo luận), thể, ngôi, số lượng, giới tính, thức, độ hoạt hình (khả năng cảm tính), và tính xác định. Sự biến tố của các động từ được gọi là sự chia động từ, và người ta có thể gọi sự biến tố của danh từ, tính từ, trạng từ, đại từ, hạn định từ, phân từ, giới từ đứng trước và sau, số từ, mạo từ, v.v., là biến cách.
Tiếng Việt, vì vốn dĩ là loại ngôn ngữ phân tích, nên không có bất kỳ hiện tượng biến tố nào.
Biến tố thể hiện các phạm trù ngữ pháp với phụ tố (chẳng hạn như tiền tố, hậu tố, trung tố, bao tố và tiền tố chuyển tiếp), biến âm (như các âm chuyển Ấn-Âu) hoặc các sửa đổi khác.  Ví dụ, động từ tiếng Latinh ducam, có nghĩa là "Tôi sẽ lãnh đạo", bao gồm hậu tố -am, thể hiện ngôi (thứ nhất), số (ít), và thì–thức (biểu thị tương lai chỉ định thức hoặc giả định thức hiện tại). Việc sử dụng hậu tố này là một sự biến tố. Ngược lại, trong mệnh đề tiếng Anh "I will lead" (Tôi sẽ lãnh đạo), từ "lead" không được dùng để chỉ ngôi, số, hoặc thì; nó chỉ đơn giản là dạng nguyên thể của một động từ.
Dạng biến tố của một từ thường chứa cả một hoặc nhiều hình vị tự do (một đơn vị nghĩa có thể đứng riêng như một từ) và một hoặc nhiều hình vị ràng buộc (một đơn vị nghĩa không thể đứng riêng như một từ). Ví dụ, từ cars (những chiếc ô tô) trong tiếng Anh là một danh từ được biến tố để chỉ số, cụ thể là để chỉ số nhiều; hình vị gốc car không bị ràng buộc vì nó có thể đứng một mình như một từ, trong khi hậu tố -s bị ràng buộc vì nó không thể đứng một mình như một từ. Hai hình vị này cùng nhau tạo thành từ cars được biến tố.
Những từ không bao giờ là đối tượng của sự biến tố được cho là bất biến; ví dụ, động từ tiếng Anh must (phải, bắt buộc) là một hạng mục bất biến: nó không bao giờ sử dụng một hậu tố hoặc thay đổi hình thức để biểu thị một phạm trù ngữ pháp khác. Các phạm trù (ý nghĩa) của nó chỉ có thể được xác định từ ngữ cảnh của nó. Những ngôn ngữ hiếm khi sử dụng sự biến tố, chẳng hạn như tiếng Anh, được cho là có tính phân tích. Các ngôn ngữ phân tích không sử dụng các hình vị dẫn xuất, chẳng hạn như tiếng Hán tiêu chuẩn, được cho là ngôn ngữ đơn lập.
Việc yêu cầu các dạng hoặc biến tố của nhiều hơn một từ trong một câu phải tương thích với nhau theo các quy tắc của một ngôn ngữ cụ thể được gọi là đồng nhất hoặc hòa hợp. Ví dụ, trong mệnh đề "the man jumps" (người đàn ông nhảy), "man" (người đàn ông) là danh từ số ít, vì vậy "jump" (nhảy) bị bó buộc phải ở thì hiện tại thì mới sử dụng được hậu tố ngôi thứ ba số ít "s". Câu "the man jump" không đúng ngữ pháp trong tiếng Anh.
Những ngôn ngữ có sự biến tố ở một mức độ nào đó là những ngôn ngữ tổng hợp. Những thứ này có thể biến tố rất nhiều (chẳng hạn như tiếng Latinh, tiếng Hy Lạp, tiếng Do Thái trong Kinh thánh và tiếng Phạn) hoặc có chút ít biến tố (chẳng hạn như tiếng Anh, tiếng Hà Lan, tiếng Ba Tư). Những ngôn ngữ bị biến tố nhiều đến mức một câu chỉ có thể bao gồm một từ duy nhất bị biến tố nhiều (chẳng hạn như nhiều ngôn ngữ của người Mỹ bản địa) được gọi là ngôn ngữ đa tổng hợp (hỗn nhập). Các ngôn ngữ trong đó mỗi biến tố chỉ truyền đạt một phạm trù ngữ pháp duy nhất, chẳng hạn như tiếng Phần Lan, được gọi là ngôn ngữ chắp dính, trong khi các ngôn ngữ trong đó một biến tố duy nhất có thể truyền đạt nhiều vai trò ngữ pháp (chẳng hạn như cả chủ ngữ cách và số nhiều, như trong tiếng Latinh và tiếng Đức) thì gọi là ngôn ngữ hòa kết.